# Erica viscaria
Erica viscaria är en ljungväxtart. Erica viscaria ingår i släktet klockljungssläktet, och familjen ljungväxter.

## Underarter
Arten delas in i följande underarter:
- E. v. gallorum
- E. v. longifolia
- E. v. macrosepala
- E. v. pendula
- E. v. pustulata
- E. v. viscaria
- E. v. decora
- E. v. hispida

## Bildgalleri

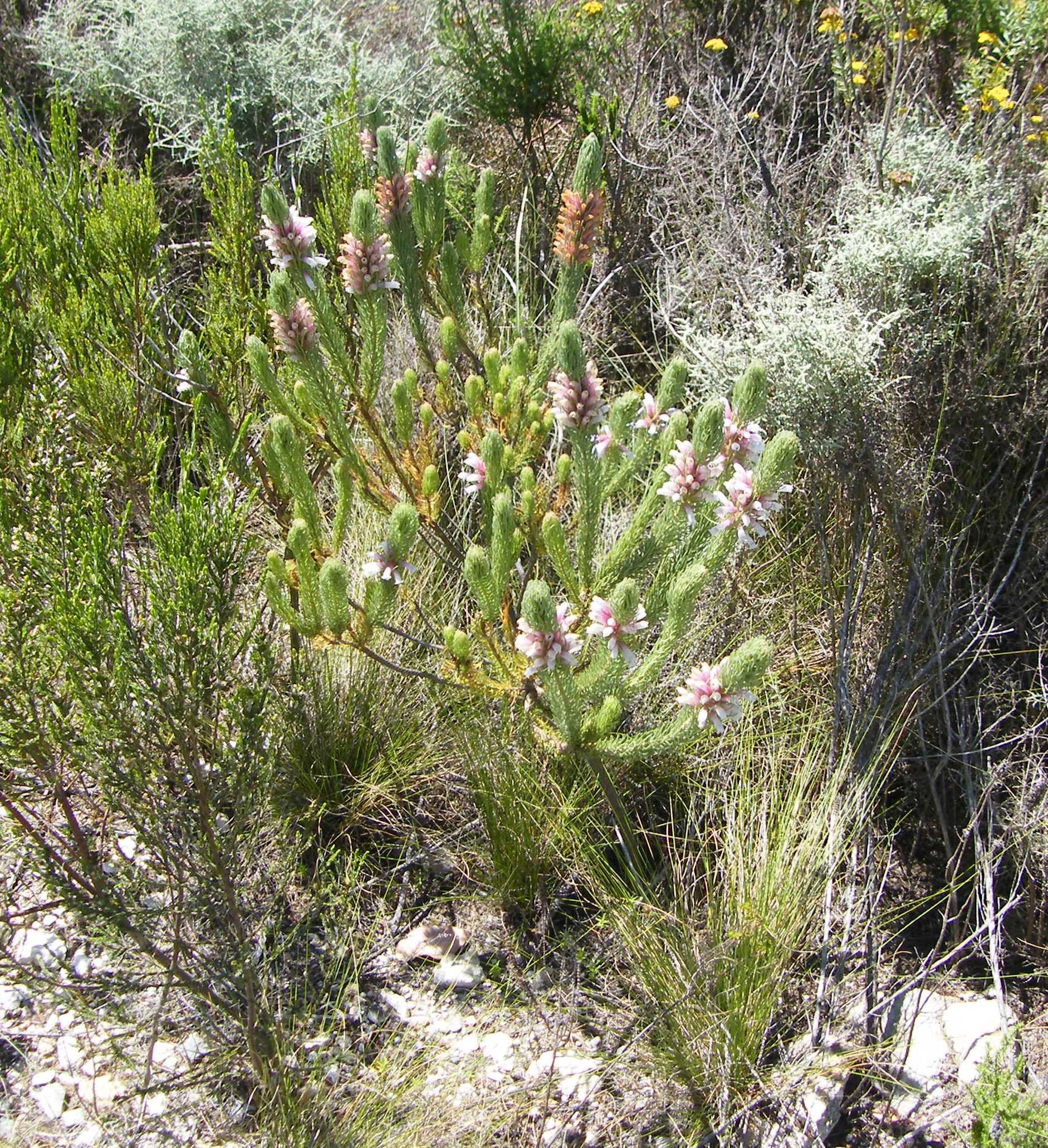
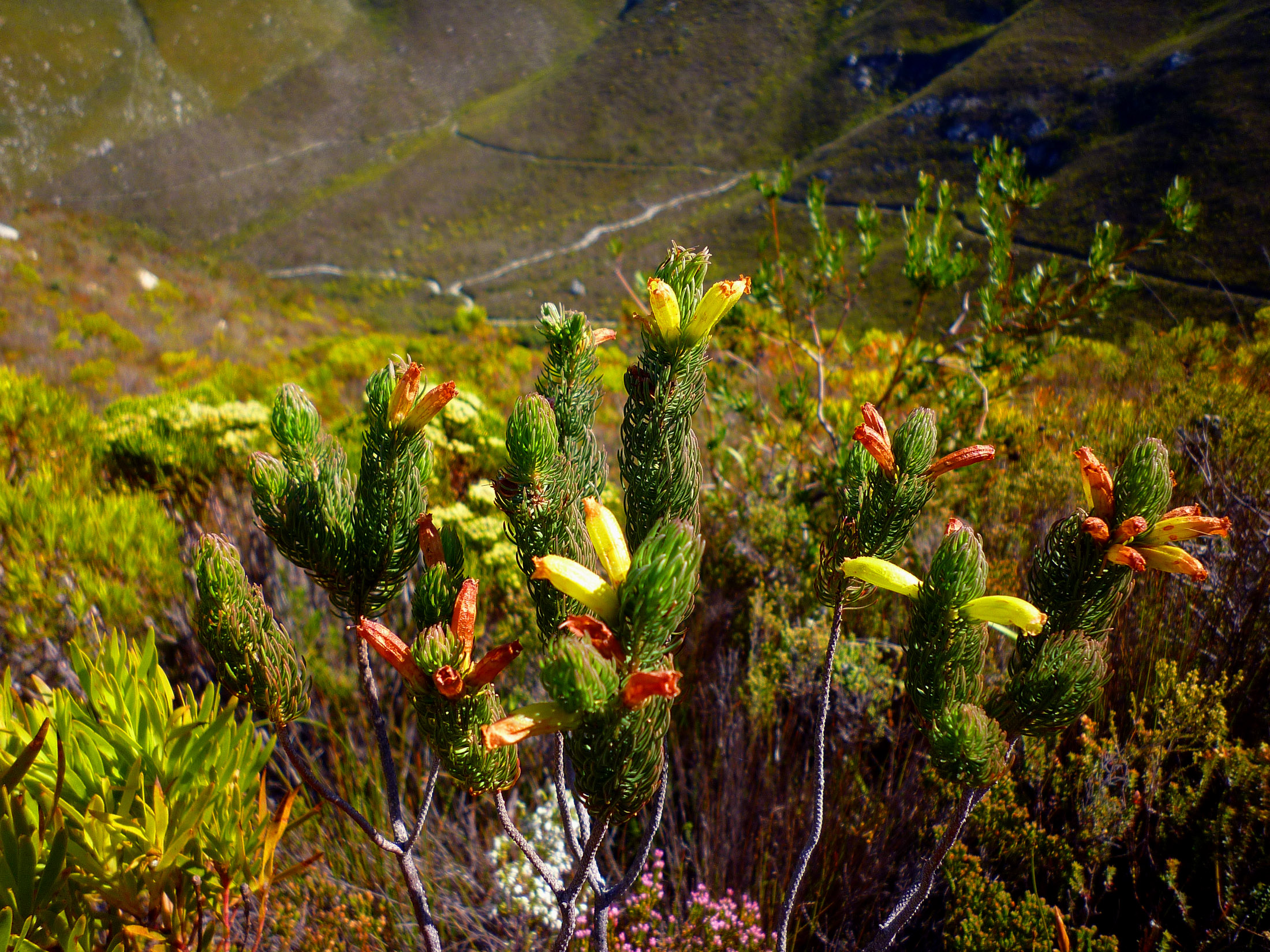
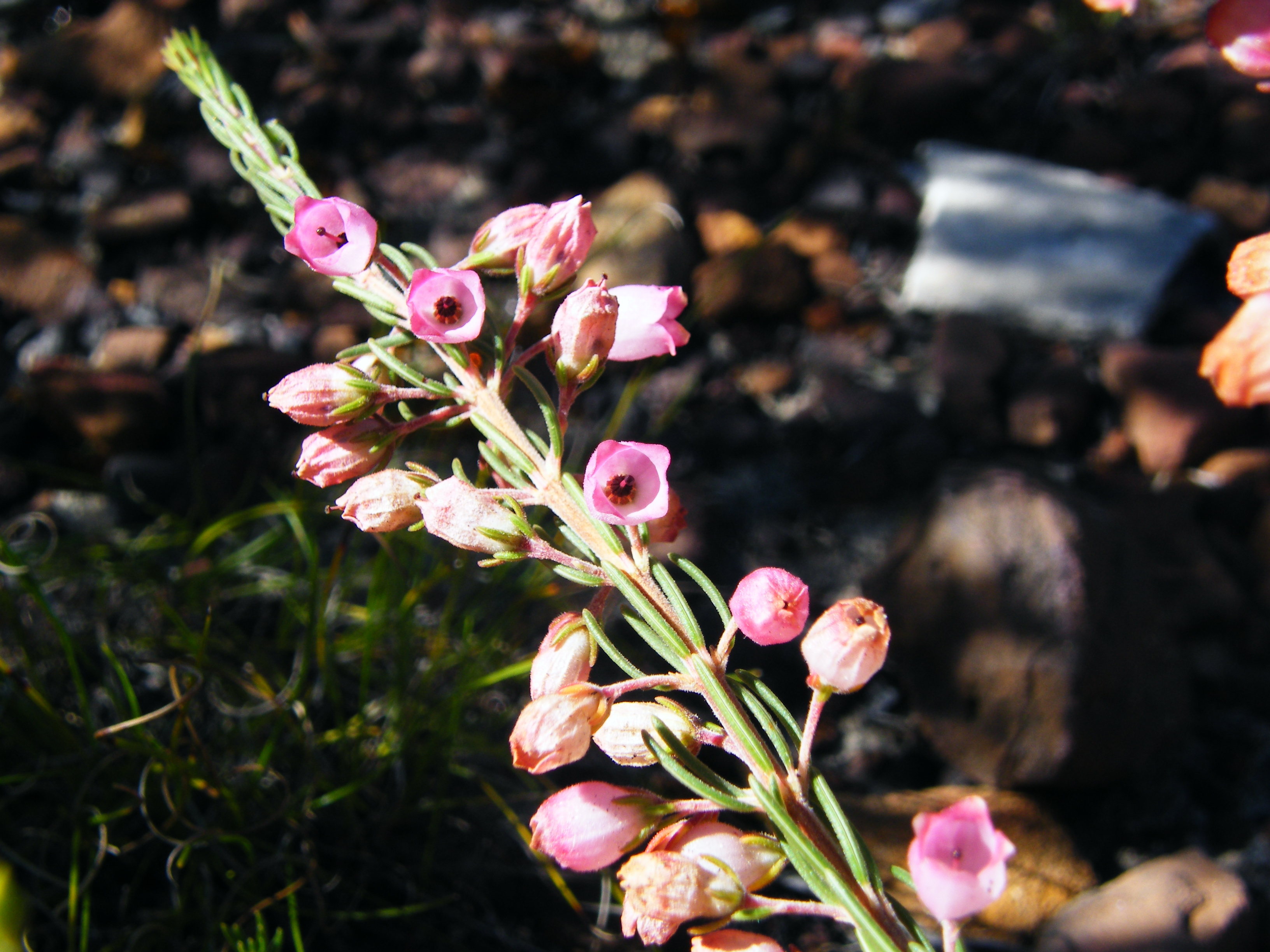
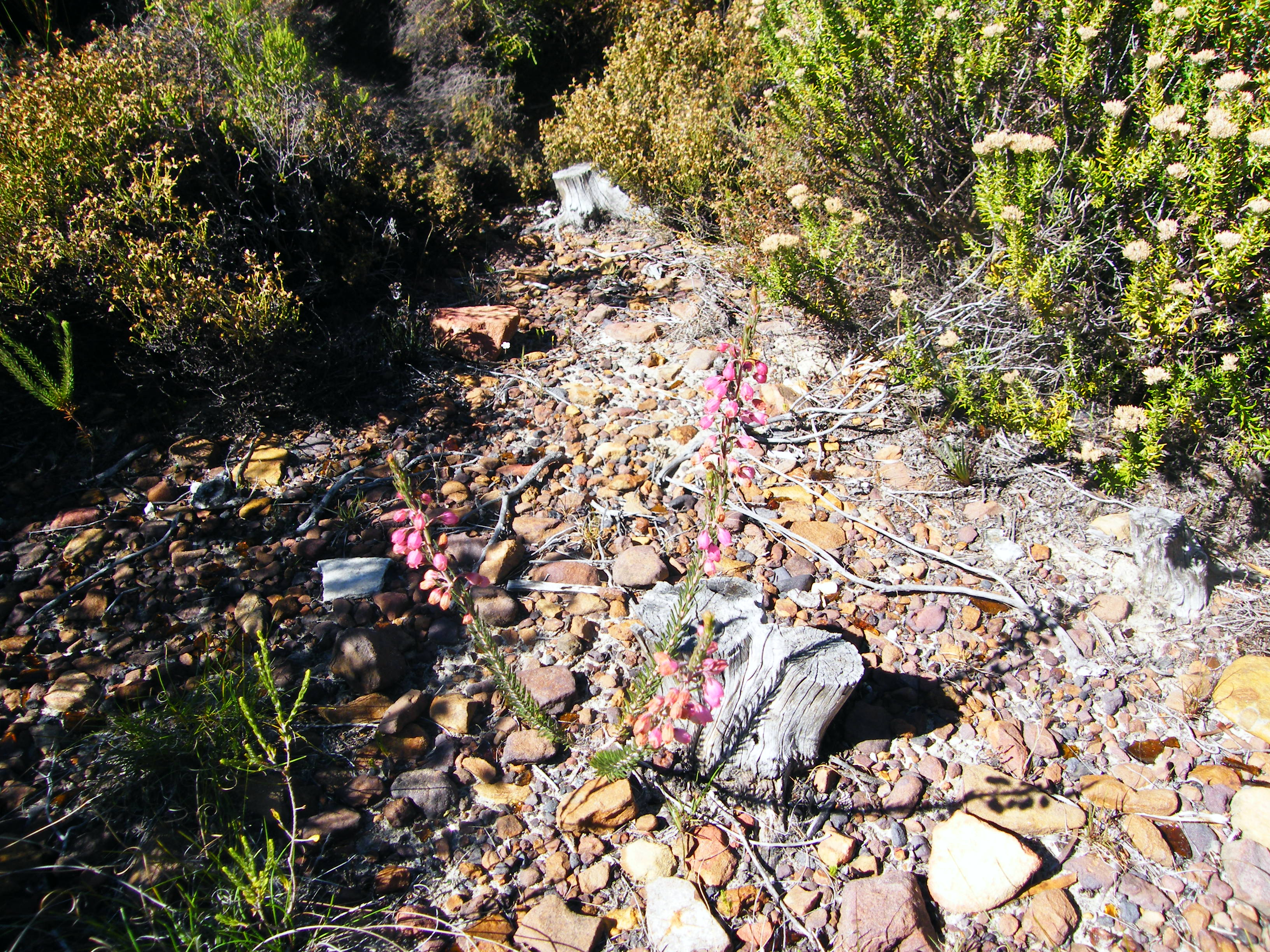